# 吉田美統
吉田 美統（よした みのり、1932年7月7日 - ）は日本の陶芸家。2001年に人間国宝に認定された。本名は吉田 稔。

## 略歴
石川県小松市出身。生家は作陶を生業としており、九谷焼独特の赤絵金襴手（きんらんで）を継承していた。美統も高校在学中から陶芸技法を学び始め、卒業後1951年に家業である錦山窯の三代目となり、九谷の伝統的な絵付け等の技法を習得。1962年には武蔵野美術短期大学の特修生として工芸デザインを学んでいる。釉裏金彩技法を用いた加藤土師萌の作品に出会ったことをきっかけに、自らの作陶にもその技術を取り入れる事を決意する。
九谷伝統の色絵具をかけた素地を本焼きして地色とし、その上に二種類の金箔を文様に切り取ったものを載せて焼き付け、更に仕上げとして全面に透明な釉薬をかけて焼き仕上げる。その1つ1つの工程に於いて独自の研究を為し技術の洗練度を高めた。
1970年、日本万国博覧会に石川県の代表として「百人一首大花瓶」を出品。1974年に日本伝統工芸展に入選後、同展では高松宮記念賞（1992年）、日本陶磁協会賞（1995年）、日本工芸会保持者賞（2000年）を受賞。1979年には釉裏金彩鉢が外務省買上作品に選ばれるなど評価が高まってゆく。釉裏金彩の第一人者として2001年7月12日に重要無形文化財保持者に認定され、同年紫綬褒章を受章。
2006年業界に対する功績により旭日小綬章を受章。財団法人石川県美術文化協会理事を務める。